# Max Leichter
Max Leichter (* 20. April 1920 in Frankfurt am Main; † 11. Februar 1981 ebenda) war ein deutscher Ringer.

## Werdegang
Max Leichter begann schon in jungen Jahren bei der SV Viktoria 07 Eckenheim mit dem Ringen und wurde 1938 deutscher Jugendmeister. Bereits 1939 wurde er erstmals deutscher Meister bei den Senioren. Im Krieg Soldat, war er nach dem Krieg erst Polizeibeamter, ehe er ein bekannter und beliebter Gastwirt in Frankfurt wurde. 1951 war er der erste deutsche Ringer nach 1945, der auf einer internationalen Meisterschaft eine Medaille gewann. Von 1939 bis 1950 waren die deutschen Ringer vom internationalen Sportbetrieb ausgeschlossen.
Trotz seines Erfolges bei der Weltmeisterschaft 1951 musste Max Leichter, wie auch viele andere Sportler, erkennen, dass die sportliche Entwicklung in diesen Jahren rasch vorangegangen war und Erfolge auf internationalem Parkett nur schwer zu erringen waren. Max Leichter hat seine besten Jahre durch den Krieg und die Nachkriegszeit nicht nützen können. Erwähnenswert ist, dass eine schwedische Ringermannschaft, Enigheit Malmö, schon 1949 zu Vergleichskämpfen in Deutschland antrat. Max Leichter rang dabei zweimal gegen den Olympiasieger von 1948 Karl-Erik Nilsson, verlor aber beide Male nach Punkten.
In Frankfurt-Eckenheim ist ein Fußweg nach Max Leichter benannt.

## Internationale Einsätze
(OS = Olympische Spiele, WM = Weltmeisterschaft, GR = griechisch-römischer Stil, F = Freistil, Halbschwergewicht, damals bis 87 kg, Schwergewicht, damals über 87 kg Körpergewicht)
| Jahr | Platz | Wettbewerb     | Stil | Gewichtsklasse | |
| 1951 | 3.    | WM in Helsinki | F    | Halbschwer     | mit Siegen über Paavo Sepponen, Finnland u. Oscar Verona, Italien und Niederlagen gegen Viking Palm, Schweden und Yaşar Doğu, Türkei |
| 1952 | 7.    | OS in Helsinki | F    | Halbschwer     | nach einem Sieg über Paavo Sepponen, Finnland und Niederlagen gegen August Englas, UdSSR und Adil Atan, Türkei                       |
| 1952 | 10.   | OS in Helsinki | GR   | Halbschwer     | nach Niederlagen gegen Kelpo Gröndahl, Finnland und Schalwa Tschikladse, UdSSR                                                       |
| 1953 | 8.    | WM in Neapel   | GR   | Halbschwer     | nach Niederlagen gegen Hilmari Tafraci, Türkei und Gyula Kovács, Ungarn                                                              |
| 1954 | 5.    | WM in Tokio    | F    | Schwer         | nach einem Sieg über William Kerslake, USA und Niederlagen gegen Ahmad Vafadar, Iran und Bertil Antonsson, Schweden                  |

## Erfolge bei deutschen Meisterschaften
| Jahr | Platz | Stil | Gewichtsklasse | Ergebnis                                                           |
| 1939 | 1.    | GR   | Halbschwer     | vor Paul Böhmer, Reichenhall und Karl Ehret, Ludwigshafen am Rhein |
| 1940 | 2.    | GR   | Halbschwer     | hinter Franz Peter, München, vor Zervas, Koblenz                   |
| 1940 | 2.    | F    | Halbschwer     | hinter Karl Ehret, vor Franz Peter                                 |
| 1948 | 1.    | GR   | Halbschwer     | vor Willi Liebern, Dortmund u. Kallner, Dortmund-Hörde             |
| 1949 | 1.    | GR   | Halbschwer     | vor Hönninger, Freising u. Röttgen, Köln                           |
| 1950 | 1.    | F    | Schwer         | vor Willi Liebern und August Köstner, Bamberg                      |
| 1950 | 2.    | GR   | Schwer         | hinter Willi Liebern, vor Friedrich Kleinz, Laubenheim             |
| 1951 | 3.    | F    | Schwer         | hinter Willi Liebern und Heinz Litewsky, Dortmund-Hörde            |
| 1952 | 3.    | GR   | Schwer         | hinter Heinz Litewsky und Willi Liebern                            |
| 1953 | 1.    | F    | Halbschwer     | vor Fritz Fleischhauer, Artern und Theo Maier, Wiesental           |

## Länderkämpfe
In 14 Länderkämpfen, die er für Deutschland bestritt, siegte er achtmal.